# Un drama en México
Un drama en México es una novela corta escrita alrededor de 1845, por Jules Verne, y publicada en 1851 en Musée des familles, segunda serie, volumen 8, número 10 (julio de 1851), páginas 304-321. Contiene 3 ilustraciones por E. Forest y A. de Bar y posteriormente, como un complemento de la novela Miguel Strogoff en 1876 contiene 6 ilustraciones por Jules Férat. Es el primero de dos relatos de Julio Verne ambientados en México, pero este basado en un hecho real: la deserción de cuatro barcos de la armada española en 1825, el navío de línea Asia (con la advocación de San Jerónimo), bergantín Constante, bergantín Aquiles y corbeta de transporte Gavinton.

## Historia de publicación
Un drama en México es un sencillo relato de no más de 30 páginas (dependiendo de la editorial), que fue escrito por Julio Verne, en su etapa previa a la publicación de Cinco semanas en globo. Este pequeño ensayo se mantuvo sin publicar por varios años hasta que Verne alcanzó fama y su editor consideró publicar otros relatos cortos (o cuentos del autor). Esta historia fue incluida como complemento del conocido drama Miguel Strogoff en 1876, en ella se pueden fácilmente apreciar varias características que continuaran presentándose a lo largo de la obra del autor como: su simpatía por las causas independentistas de las Américas (Martin Paz, La jangada) y su facilidad para detallar paisajes escondidos y remotos y desconocidos para el autor, tomando como únicos datos un Atlas y descripciones geográficas de la época.

## Síntesis
En dos buques españoles que viajan por el océano Pacífico, se vive el descontento de la tripulación, que lleva a amotinarse del Capitán Ortega a quién dejan a la deriva. Martínez, el líder de los amotinados, desvía el rumbo dirigiéndose a las costas mexicanas con la intención de vender a buen precio los barcos a la recién creada confederación mexicana, que no dispone de ningún navío militar. Desembarca en Acapulco, pero al tratarse de un asunto que únicamente puede ser tratado en la Ciudad de México, decide recorrer ese trayecto. Durante el recorrido, dos de los incondicionales del depuesto capitán, Pablo y Jacobo, toman venganza de lo ocurrido vengando a su patria.